# Регистарске ознаке у Босни и Херцеговини
Садашње регистарске ознаке у Босни и Херцеговини за возила користе се од 28. септембра 2009. године. Најчешћи облик димензија је 520×110 mm. При лијевој ивици таблице налази се плаво поље, са трословном ознаком државе, исписаном бијелим латиничким писмом. На већој површини ознаке налази се регистарски број возила, који се састоји од три знака (два слова и пет бројева), груписана у три дијела. У првом дијелу је једно слово и две бројке; у другом дијелу је друго слово, а у трећем дијелу су три бројке. Та три дијела одвојени су један од другог цртицама у висини средине знакова.

## Писмо ознаке
Ради равноправности језика и писама која се користе у Босни и Херцеговини, слова која се користе на у дијелу за регистарску ознаку на таблицама Босне и Херцеговине су она слова која исписана верзалом изгледају исто у ћириличком и у латиничком писму (А, Е, Ј, К, М, О, Т), иако се слово К у многим ћириличким писмима пише другачије него што је представљено на таблицама.

## Заштитни елементи[1]
Регистарске таблице носе неколико заштитних елемената.

### Виртуелна безбједносна нит
Виртуелна безбједносна нит пружа се водоравно преко доње половине таблице. Састоји се од два дијела, па при помијерању таблице оставља утисак кретања по површини таблице.

### Водени жиг
Водени жиг је представљен у два реда натписа. У горњем реду, у малом квадрату јавља се поновљени натпис „BiH“, водоравном дужином таблице. У доњем реду је натпис ћириличким писмом, „БиХ“. Видљив је обичним оком под углом посматрања од 30⁰.

### Серијски број
На водоравној средини таблице, при доњој ивици, налази се серијски број таблице изражен са 8 бројки, а поред њега и бар-код тог броја.

### Фонт
На таблицама се употребљава посебно дизајниран фонт, FE Schrift („писмо које се тешко фалсификује“), код ког је дизајном слова отежано да се једно слово дописивањем промијени у друго слово. На пример, у латиничком писму се додавањем одговарајућих линија слово L може лако промијенити у F или E. Код овог фонта, додавањем одговарајућих линија добија се слово које личи на жељено слово, али у разлике су ипак лако примјетне.

## Територија
Регистарске ознаке БиХ јединствене су за подручје цијеле државе, а регистарски бројеви својим изгледом ни на какав начин не показују у ком подручју су издате, како је било код ранијих таблица.

## Претходне регистарске ознаке

### 1998 — 2009.
Прве регистарске ознаке јединствене за цијелу територију државе које су биле у употреби након рата у Босни и Херцеговини биле су сличног изгледа као садашње, са регистарским бројем у облику 000 - X - 000. Те таблице су још увијек важеће.
Као и код садашњих таблица, слова употребљавана на таблицама била су она која у верзалу исто изгледају и у ћириличком и у латиничком писму, с изузетком слова „О“, јер је у фонту који је коришћен за те таблице било тешко да се разликује слово „О“ од броја нула.

### Република Српска
У току рата у Босни и Херцеговини, Република Српска је издавала властите регистарске таблице, које су биле разнолике по многим детаљима. На многим варијантама јавља се српски грб са четири слова С, исписана Мирослављевим писмом. Таблице су биле већином исписане фонтом Helvetica, али и другим фонтовима, изведеним из DIN 1451. На регистарским таблицама Републике Српске ознаке регистарских подручја су углавном биле на ћирилици, али су се користиле и оне са латиничним варијантама ознака тих подручја.

### Хрватска Република Херцег-Босна
У току рата на просторима Бивше Југославије издате су сопствене регистарске таблице и за Хрватску Републику Херцег-Босну, које су користиле фонт за данашње хрватске таблице. Састојале су се из двословне ознаке регистарског подручја и комбинације од три цифре и два слова, где су поједине ознаке регистарских подручја на тим таблицама биле исте као и на таблицама издатим од стране СФРЈ, али за нека друга подручја. Оне су важиле од 1993. до 1998. године.
Ознаке регистарских подручја Хрватске Републике Херцег-Босне су биле следеће:
- ČA - Чапљина
- DR - Дервента
- GR - Груде
- JA - Јајце
- KI - Кисељак
- LI - Ливно
- LJ - Љубушки
- MO - Мостар
- OR - Орашје
- PO - Посушје
- RA - Прозор-Рама
- ŠB - Широки Бријег
- TG - Томиславград
- TR - Травник
- ŽE - Жепче